# Real Decreto (Spanien)
Ein Real Decreto (Königliches Dekret) ist in der spanischen Rechtsordnung eine Form eines von der (Zentral-)Regierung oder dem Ministerpräsidenten erlassenen Rechtsakts. 
Kennzeichen der Reales Decretos ist, dass sie entweder vom Ministerpräsidenten allein oder von der Regierung als ganzer beschlossen und vom König ausgefertigt werden. Sie werden vom Ministerpräsidenten oder Ministern gegengezeichnet und im Boletín Oficial del Estado veröffentlicht. Einzige Ausnahme ist die Auflösung des Parlaments und die Anberaumung von Neuwahlen nach Art. 99 der Verfassung in dem Fall, dass die Wahl eines Ministerpräsidenten nicht zustande kommt. Auch dieser Rechtsakt ergeht in Form eines Real Decreto, das aber vom Präsident des Abgeordnetenhauses gegengezeichnet wird.
Ansonsten wird ein Rechtsakt in der Form eines Real Decreto erlassen, wenn dies von der Verfassung oder gesetzlich vorgesehen ist. 
Ein Real Decreto kann sowohl eine allgemeingültige Regelung zum Gegenstand haben, als auch die Regelung eines Einzelfalls. Im ersten Fall entspricht es im deutschen Recht einer Verordnung, im zweiten Fall einem Verwaltungsakt. Beispiel für letzteres sind insbesondere die Ernennung höherer Beamter, Richter, Soldaten und anderer Amtsträger, für die die entsprechenden Gesetze die Form des Real Decreto vorsehen, oder Begnadigungen. 
Entsprechende Rechtsakte der Regierungen bzw. Ministerpräsidenten Autonomen Gemeinschaften (Regionen) werden nicht vom König ausgefertigt und tragen die Bezeichnung Decreto. 
Reales Decretos stehen vom Rang her unter den Gesetzen. Hierin unterscheiden sie sich vom Real Decreto Legislativo und vom Real Decreto-ley, bei denen es sich ebenfalls um Rechtssetzungsakte der Zentralregierung handelt, die jedoch im Rang den vom Parlament verabschiedeten Gesetzen gleichstehen. 